# Graphiurus monardi
Graphiurus monardi és una espècie de mamífer rosegador esciüromorf de la família Gliridae.

## Distribució
Es troba a Angola, a la República Democràtica del Congo i, possiblement, a Zàmbia.

## Hàbitat
Els seus hàbitats naturals és la sabana humida.